# A.S. Handball Albatro Siracusa 2007-2008

## Stagione
L'Albatro Teamnetwork Siracusa partecipa nella stagione 2007-2008 al campionato di Serie A Élite. Al termine della stagione regolare, si classificherà al settimo posto. Parteciperà ai play out per non retrocedere e si classificherà al secondo posto nella poule.